# Polylemma
Ein Polylemma ist – in Anlehnung an das Dilemma – eine Situation, in der zwischen mehr als zwei Möglichkeiten gewählt werden kann, von denen aber keine eindeutig zu bevorzugen ist, weil alle gleich (oder ähnlich) schlecht bzw. gut sind.

## Logik
In der klassischen Logik kann man ein Polylemma als Syllogistischen Schluss der zweiten Figur darstellen, wenn der Obersatz aus hypothetisch-disjunktiven (Weder-noch-) Gliedern und die Prämisse die gleiche Anzahl der verneinten Glieder hat:
Obersatz: {\displaystyle A\rightarrow B_{1}\lor } .. {\displaystyle \lor B_{n}}

Prämisse:{\displaystyle \lnot B_{1}\land } .. {\displaystyle \land \lnot B_{n}}

Konklusion:{\displaystyle \lnot A}

## Das „Polylemma“ von Vater, Sohn und einem Esel
Von Hodscha Nasreddin wird folgende Geschichte überliefert:
Hodscha geht mit seinem Sohn auf einen Viehmarkt, um dort einen Esel zu kaufen. Nachdem sie nach langer Suche einen Esel gekauft haben, machen sie sich auf den Weg nach Hause. Zunächst gehen sowohl Hodscha als auch sein Sohn zu Fuß neben dem Esel her, bis sie ein entgegenkommender Wanderer auslacht und fragt: „Ihr habt einen Esel, aber warum reitet keiner auf ihm?“ Nach kurzer Überlegung setzt sich nun der Sohn auf den Esel, und so setzen sie ihren Heimweg fort, bis ihnen der nächste Wanderer entgegenkommt und zu dem Sohn sagt: „Junger Mann, du solltest dich schämen. Du hast junge Beine und reitest auf dem Esel, während dein Vater laufen muss!“ So setzt sich nun der Vater auf den Esel, und der Sohn geht zu Fuß. Nun treffen sie einen weiteren Wanderer, der zu dem Vater sagt: „Du solltest dich schämen, du mit deinen starken Beinen reitest auf dem Esel, während der zarte Junge zu Fuß gehen muss!“ – Also setzen sich beide auf den Esel, und setzen so den Heimweg fort, bis ihnen abermals ein Wanderer entgegenkommt, der sie beschimpft: „Ihr solltet euch schämen! Ihr beide sitzt faul auf dem Esel, und das arme Tier muss die ganze Strecke die schwere Last von euer beider Gewicht tragen!“ Daraufhin entschließen sich Vater und Sohn, den Esel an eine Stange zu binden, und tragen nun den Esel bis nach Hause. Als sie dort ziemlich spät und völlig erschöpft ankommen, sagt die Frau des Vaters: „Ihr seid vielleicht zwei Dummköpfe! Warum lasst ihr den Esel nicht selber zu seinem neuen Stall laufen?“
Bei dieser in verschiedenen Versionen überlieferten humoristischen Erzählung handelt es sich um ein typisches Polylemma, da Vater und Sohn zwischen folgenden fünf Möglichkeiten entscheiden müssen, von denen – unter Berücksichtigung aller möglichen Einwände – keine eindeutig zu bevorzugen ist:
- 1. Möglichkeit: Keiner reitet auf dem Esel
- 2. Möglichkeit: Der Sohn reitet auf dem Esel
- 3. Möglichkeit: Der Vater reitet auf dem Esel
- 4. Möglichkeit: Der Vater und der Sohn reiten gemeinsam auf dem Esel
- 5. Möglichkeit: Der Vater und der Sohn tragen den Esel

Resultat: Jedes dieser beiden genannten Individuen muss sich entscheiden, was er selbst tun würde in dieser oder einer ähnlichen Situation.